# Audio Fidelity Records
Audio Fidelity Records fue una compañía discográfica con sede en la ciudad de Nueva York, más activa durante las décadas de 1950 y 1960. La compañía es conocida por haber producido el primer disco estereofónico de larga duración estadounidense, producido en masa en noviembre de 1957 (aunque no estuvo disponible para el público en general hasta marzo del año siguiente).

## Historia
Audio Fidelity, Inc. se fundó en 1954. En 1959 se estableció una sucursal británica, AF England, Ltd. Sidney Frey vendió la empresa en 1965 a Herman Gimbel (de soltera, Herman Levy; 1913-1978). Audio Fidelity Records, Inc., cambió su nombre a Audiofidelity Enterprises, Inc. en mayo de 1971. Los últimos lanzamientos conocidos bajo el sello Audio Fidelity fueron alrededor de 1984. En 1997, Tom Ficara de Colliers Media Company compró Audio Fidelity Records, entonces en bancarrota. A partir de febrero de 2018, gran parte del catálogo está siendo remasterizado y relanzado digitalmente por la División de Música de TVS Television Network.

## Antecedentes
Sidney Frey (1920-1968), fundador y presidente de Audio Fidelity, hizo que Westrex, compañía propietaria de uno de los dos sistemas de corte de discos estéreo rivales, grabara un disco LP estéreo para su lanzamiento antes que cualquiera de los principales sellos discográficos, varios de los cuales habían adquirido el equipo ideado por Westrex pero aún no había producido un disco estéreo. El primer disco de demostración se presentó al público el 13 de diciembre de 1957 en el Times Auditorium de la ciudad de Nueva York. En la cara 1, contenía un tema de los Dukes of Dixieland; y en la cara 2 se grabaron efectos de sonido del ferrocarril. Se imprimieron 500 copias. El 16 de diciembre de 1957, Frey anunció en la revista comercial Billboard que enviaría una copia gratuita a cualquier persona de la industria que le escribiera con membrete de la empresa. Frey se hizo conocido como "Mr. Stereo" durante esa época.
El sonido estereofónico no era del todo nuevo para el público. En 1952, el ingeniero de sonido Emory Cook desarrolló un disco estereofónico que utilizaba dos ranuras y agujas de reproducción independientes; al año siguiente tenía un catálogo de unos 25 discos disponibles para audiófilos. El sonido multicanal fue parte integral de los procesos cinematográficos de pantalla ancha como el Cinerama (1952) y el CinemaScope (1953). Las cintas de audio estereofónicas habían estado disponibles comercialmente para los audiófilos, aunque caras, desde mediados de la década de 1950. Después del lanzamiento de los discos de demostración de Audio Fidelity, el otro acicate para la popularidad de los discos estéreo fue la reducción en el precio de las cápsulas fonocaptoras estereofónicas para reproducir los discos, que pasaron de 250 a 29,95 dólares en junio de 1958. Los primeros cuatro discos estéreo disponibles para el público en general fueron lanzados por Audio Fidelity en marzo de 1958: Johnny Puleo y su Harmonica Gang Volume 1 (AFSD 5830), Railroad - Sounds of a Vanishing Era (AFSD 5843), Lionel - Lionel Hampton and his Orchestra (AFSD 5849) y Marching Along with the Dukes of Dixieland Volumen 3 (AFSD 5851). A finales de marzo, la compañía tenía disponibles cuatro LP estéreo más.
En el verano de 1958, Audio Fidelity grabó 13 LPs clásicos en el Walthamstow Town Hall de Londres. La orquesta era la Virtuoso Symphony of London, formada especialmente por músicos orquestales e instrumentistas destacados de Londres, incluidos Anthony Pini, Frederick Riddle, Reginald Kell y Marie Goossens. Seis de estos discos fueron dirigidos por Alfred Wallenstein, quien se concentró en el repertorio sinfónico (incluida la cuarta Sinfonía de Brahms, la Patética de Tchaikovsky, y la Sinfonía fantástica de Berlioz) y otras seis por Arthur Winograd (ambos directores eran ex violonchelistas) que grabó piezas más ligeras, como marchas operísticas y oberturas populares. El decimotercer LP (valses de Strauss) fue dirigido por Emanuel Vardi.

## Archivos
El coleccionista Don W. Reichle compiló una base de datos completa y una colección de grabaciones de Audio Fidelity que ahora se encuentran en la Biblioteca de la Universidad de Siracusa. La colección consta de:
- 1404 números de catálogo diferentes
- 1176 artistas diferentes identificados y vinculados con los detalles de los álbumes
- 5857 títulos de pistas diferentes identificados y vinculados con los detalles de los álbumes
- 640 imágenes diferentes de carátulas de álbumes enlazadas con los detalles de los álbumes